# Fallah Johnson
Fallah Johnson (Monrovia, 26 de outubro de 1976) é um ex-futebolista profissional liberiana que atuava como defensor.

## Carreira
Fallah Johnson representou o elenco da Seleção Liberiana de Futebol no Campeonato Africano das Nações de 2002 e 1996.